# كاسبر فون فولساش
كاسبر فون فولساش (بالدنماركية: Casper von Folsach)‏ (و. 1993  م) هو راكب دراجة هوائية، من الدنمارك، شارك في الألعاب الأولمبية الصيفية 2012، وركوب الدراجات في الألعاب الأولمبية الصيفية 2016.

## سباقات أو مراحل فاز بها
| التاريخ        | السباق                                                                            | المركز                      |
| -------------- | --------------------------------------------------------------------------------- | --------------------------- |
| 23 يونيو 2013  | Course en ligne masculine aux championnats du Danemark de cyclisme sur route 2013 | المركز الثالث               |
| 12 أغسطس 2016  | ركوب الدراجات في الألعاب الأولمبية الصيفية 2016 – سباق المطاردة لفرق الرجال"      | المركز الثالث               |
| 21 أبريل 2018  | جائزة هيرنينغ الكبرى 2018                                                         | المركز الثالث               |
| 28 يونيو 2018  | بطولة الدانمارك لسباق الطريق ضد الساعة 2018                                       | المرتبة 14 في التصنيف العام |
| 01 يوليو 2018  | سباق الطريق للرجال في بطولة الدنمارك 2018                                         | المرتبة 11 في التصنيف العام |
| 25 أغسطس 2018  | 2018 Omloop Mandel-Leie-Schelde                                                   | العاشر في التصنيف العام     |
| 26 أغسطس 2018  | 2018 Ronde van Midden-Nederland                                                   | الفائز في التصنيف العام     |
| 02 سبتمبر 2018 | 2018 Gylne Gutuer                                                                 | المركز الثاني               |
| 23 سبتمبر 2018 | 2018 Duo Normand                                                                  | المركز الثاني               |
| 27 أبريل 2019  | جائزة هيرنينغ الكبرى 2019                                                         | المرتبة 14 في التصنيف العام |
| 05 مايو 2019   | سكايف لوبيت 2019                                                                  | المرتبة 13 في التصنيف العام |

## روابط خارجية
- كاسبر فون فولساش على موقع الاتحاد الدولي للدراجات (الإنجليزية)
- كاسبر فون فولساش على موقع أرشيف الدراجات (الإنجليزية)
- كاسبر فون فولساش على موقع إحصائيات الدراجات الإحترافية (الإنجليزية)
- كاسبر فون فولساش على موقع نسبة الدراجات (الإنجليزية)
- كاسبر فون فولساش على موقع CycleBase (الإنجليزية)
- كاسبر فون فولساش على موقع أوليمبيديا (الإنجليزية)